# دوبرینتسی (صربستان)
دوبرینتسی (به صربی: Dobrinci) یک منطقهٔ مسکونی در صربستان است که در Ruma municipality واقع شده‌است. دوبرینتسی ۱٬۵۴۷ نفر جمعیت دارد.